# Хабиби (узбекский поэт)
Хабиби (настоящее имя — Закирджан Халматов, узб. Zokirjon Xolmuhammad o‘g‘li Habibiy; 1890 — 16 апреля 1980) — узбекский советский поэт.  Народный поэт Узбекской ССР (1974). Заслуженный работник культуры Узбекской ССР (1970). 

## Биография
Хабиби (Ҳабиби; Зокиржон Холмухаммад ўғли) родился в одном из кишлаков Андижанского уезда. Его отец Холмухаммад был дехканином. Начальное образование получил в семье, далее учился в школе и медресе в Андижане и Коканде. С детства много читал, проявляя большой интерес к произведениям поэтов Востока, в частности Алишера Навои, Фузули, Фурката, Мукими. В возрасте 20 лет сам начал писать стихи-газели.
В советское время работал заведующим литературной частью в Узбекской государственной филармонии и в Узбекском театре им. Ташсовета, был научным сотрудником АН УзССР.

## Творчество
Хабиби обращался ко многим формам классической восточной лирики, в частности среди его произведений можно обнаружить газели, мухаммасы, мусаддасы, мурабба, рубай, туюги, фарды и маснави. Хорошо владел стихотворной техникой: в сборнике «Диван» (1971) встречается 45 видов стихоизложений системы аруз, основанной на определенном чередовании долгих и кратких слогов. По словам поэта Уйгуна «Хабиби был тем мастером поэзии и наставником, который в совершенстве овладев правилами, законами и тайнами аруза, внес достойный вклад в развитие газельного творчества в нашей современной поэзии. Его газели весьма богаты метафорами, аллегориями, гиперболами, лутфами, описательно-изобразительными средствами».
Многие стихи Хабиби положены на музыку.

## Награды и память
18 марта 1959 года награждён медалью «За трудовое отличие».
За заслуги и вклад в развитие узбекской поэзии Хабиби был награждён орденом Дружбы народов (10.03.1980) и почетным званием «Народный поэт Узбекистана». В Пахтаабаде открыт музей творчества поэта. В Ташкенте и в Андижане в честь поэта названы улицы, школы.